# 인디애나 에번스
인디애나 에번스(Indiana Evans, 1990년 7월 27일 ~ )는 오스트레일리아의 배우, 싱어송라이터이다.

## 출연 작품
- 시크릿 앤드 라이즈 시즌1 (2015)
- 블루라군 : 더 어웨이크닝 (2012)
- 아쿠아 엔젤스 시즌3 (2009)